# Clubul Sportiv al Armatei Steaua București 1981-1982
Questa voce raccoglie le informazioni riguardanti il Clubul Sportiv al Armatei Steaua București nelle competizioni ufficiali della stagione 1981-1982.

## Rosa
| N. |                    | Ruolo | Calciatore       |
| -- | ------------------ | ----- | ---------------- |
|    | Romania (bandiera) | P     | Vasile Iordache  |
|    | Romania (bandiera) | P     | Gheorghe Niţu    |
|    | Romania (bandiera) | D     | Teodor Anghelini |
|    | Romania (bandiera) | D     | Ştefan Iovan     |
|    | Romania (bandiera) | D     | Florin Marin     |
|    | Romania (bandiera) | D     | Ștefan Sameș     |
|    | Romania (bandiera) | C     | Mihail Majearu   |
|    | Romania (bandiera) | C     | Dumitru Marcu    |

| N. |                    | Ruolo | Calciatore        |
| -- | ------------------ | ----- | ----------------- |
|    | Romania (bandiera) | C     | Daniel Minea      |
|    | Romania (bandiera) | C     | Marcel Răducanu   |
|    | Romania (bandiera) | C     | Eugen Ralea       |
|    | Romania (bandiera) | C     | Stere Sertov      |
|    | Romania (bandiera) | C     | Tudorel Stoica    |
|    | Romania (bandiera) | A     | Gavril Balint     |
|    | Romania (bandiera) | A     | Anghel Iordănescu |